# Kometnik-Zubići
Kometnik-Zubići es una localidad de Croacia en el municipio de Voćin, condado de Virovitica-Podravina.

## Geografía
Se encuentra a una altitud de 270 m s. n. m. a 177 km de la capital nacional, Zagreb.

## Demografía
En el censo 2011 el total de población de la localidad fue de 28 habitantes.
| Gráfica de población de Kometnik-Zubići 1857-2011                   |
|                                                                     |
| Según los censos de población de la oficina estadística de Croacia. |